# 上洛坎
上洛坎（法語：Haut-Loquin，法語發音：[o lɔkɛ̃]）是法国上法蘭西大區加来海峡省的一个市镇，属于圣奥梅尔区。

## 地理
上洛坎（50°44'24"N, 1°58'3"E）面积5.47 平方千米，位于法国上法蘭西大區加来海峡省，该省份为法国北部沿海省份，西北濒北海，南至索姆省，东临北部省。
与上洛坎接壤的市镇（或旧市镇、城区）包括：欧德雷昂、茹尔尼、勒贝尔格、阿尔基讷、埃克耶。

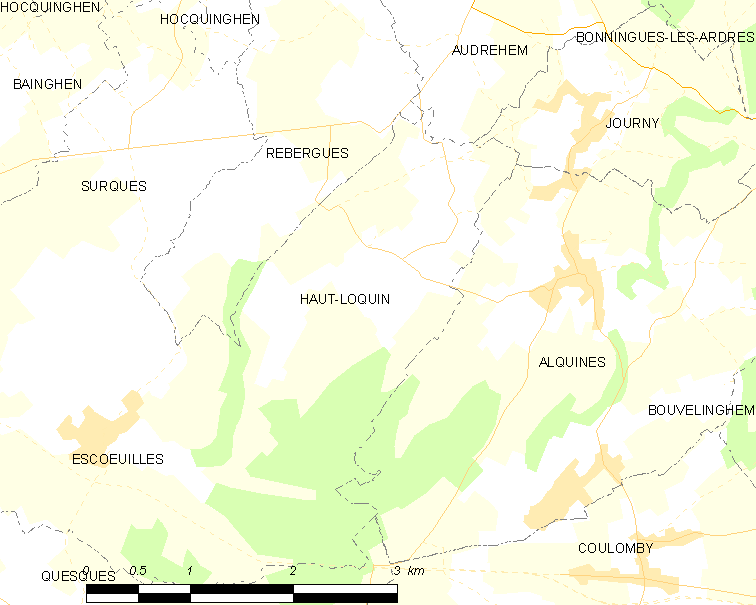
上洛坎的OSM定位图

上洛坎的时区为UTC+01:00、UTC+02:00（夏令时）。

## 行政
上洛坎的邮政编码为62850，INSEE市镇编码为62419。

## 政治
上洛坎所属的省级选区为兰布尔县。

## 人口

1962-2008年间上洛坎人口变化图示

上洛坎于2022年1月1日时的人口数量为185人。